# Železniční trať Třemešná ve Slezsku – Osoblaha
Železniční trať Třemešná ve Slezsku – Osoblaha je jednokolejná úzkorozchodná železniční trať s číslem 319, vedoucí z Třemešné ve Slezsku do Osoblahy. Je poslední úzkorozchodnou tratí, na které provozují pravidelnou osobní dopravu České dráhy. Na trati se nachází 26 železničních přejezdů, 8 mostů, 102 oblouků (z nich 20 má poloměr 100 m a menší).
Zajímavosti této tratě je nejostřejší oblouk na české železniční síti, má poloměr 75 m, oblouk se nachází konkrétně v bodě o souřadnicích 50.2156017N, 17.5878806E.

## Historie
V sedmdesátých letech 19. století se majitelé osoblažského cukrovaru snažili napojit město na železnici. Z ekonomického hlediska bylo nejvýhodnější napojení na síť pruských železnic, úřady ve Vídni však tuto variantu zamítly. 14. prosince 1898 byla otevřena trať z Třemešné.
Během 2. světové války trať připadla Německé říšské dráze, po 2. světové válce byla trať znovu zprovozněná 28. října 1945. V zimě 1946/1947 byla trať jediným spojením s okolím protože tuto zimu napadlo tolik sněhu, že silnice byly neprůjezdné. V letech 1985 až 1989 proběhla na trati generální oprava.
Dne 11. listopadu 2014 se po trati projel prezident České republiky Miloš Zeman v doprovodu hejtmana Moravskoslezského kraje Jaroslava Palase.
V roce 2021 byly renovovány staniční budovy v Osoblaze, Liptani, Bohušově a Koberně za celkem 26 milionů korun, které byly poskytnuty z dotačního programu Evropské unie. Budovy patří neziskovému sdružení Osoblažská úzkorozchodná dráha, která je v roce 2018 získala od Správy železnic. Budovy byly obnoveny do historického stavu z doby první Československé republiky. Budova v Osoblaze dostala bývalé dvojjazyčné značení Hotzenplotz / Osoblaha. Čeští i polští železniční fanoušci výhledově sní o prodloužení železniční tratě přes hranice do Polska na nádraží Racławice Śląskie, kdy k tomu dojde ale není jasné. V roce 2024 byla trať na mnoha místech značně poškozena povodní.

## Provoz na trati
V GVD 2007/2008 bylo na úzkorozchodce vedeno 7 párů spojů, v GVD 2020/2021 byly provozovány 4 páry vlaků. Všechny pravidelné osobní vlaky jsou vedeny lokomotivou ČD řady 705.9 a jedním nebo dvěma vozy řady Btu. V letní sezóně o víkendech a ve vybraných dnech je na úzkorozchodce veden jeden pár historických vlaků, vedených parní lokomotivou U57.001, které provozuje společnost Slezské zemské dráhy. Dne 16. června 2022 musely České dráhy zastavit pravidelný provoz a nahradit jej autobusy, protože již nebyly k dispozici žádné provozuschopné lokomotivy. Po opravě lokomotivy a osobního vagonu byla osobní doprava obnovena 26. ledna 2023. Obce Bohušov, Slezské Rudoltice, Liptaň, Dívčí Hrad a Třemešná společně prohlásily, že výhledově plánuji převzít pravidelnou dopravu od ČD. Celá trať je zařazená do integrovaného dopravního systému ODIS a to jako linka S16. Od prosince 2024 měly provoz na trati převzít obce, změnu však oddálily povodně v září 2024.

## Stanice a zastávky

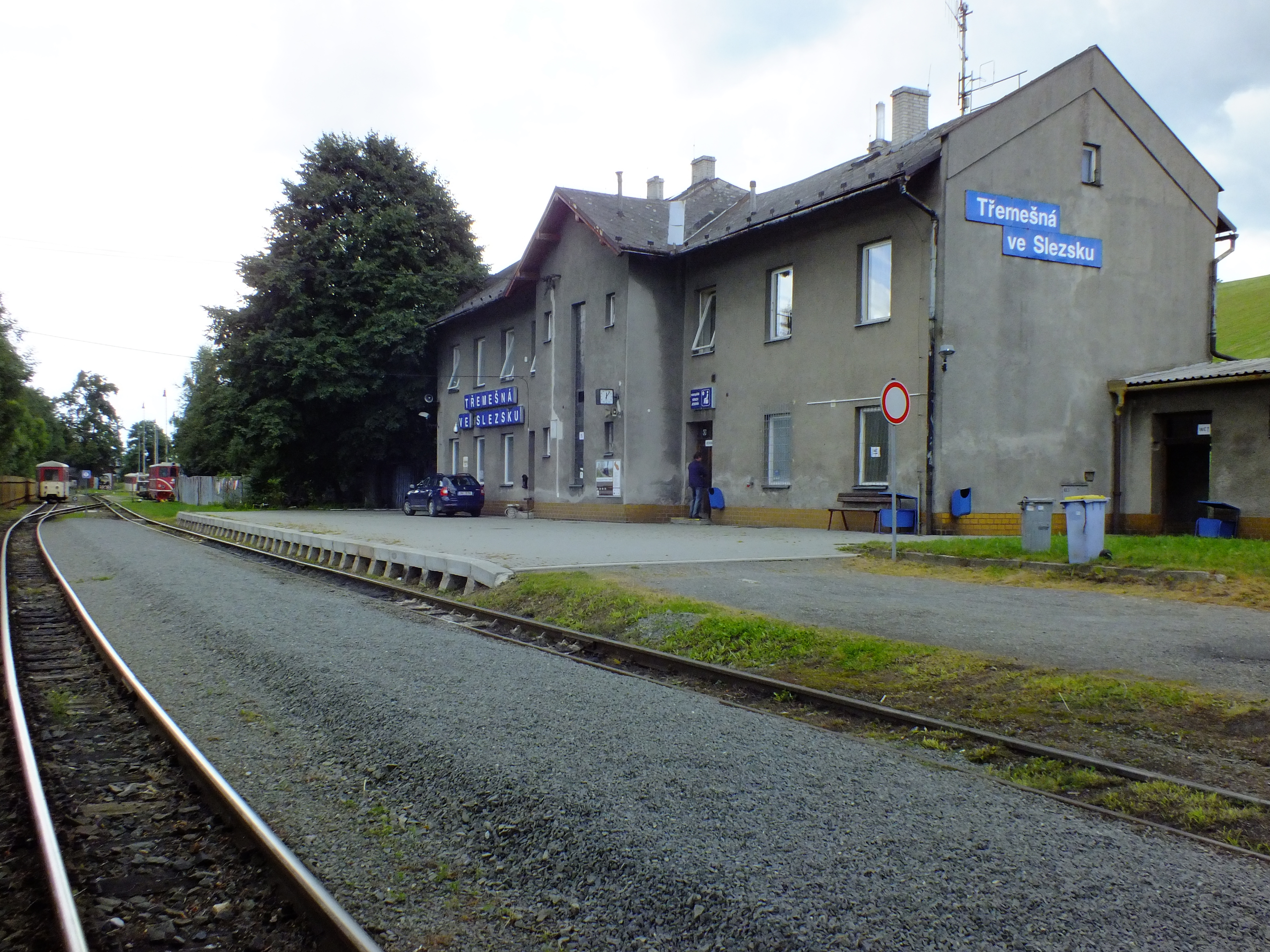
Třemešná ve Slezsku
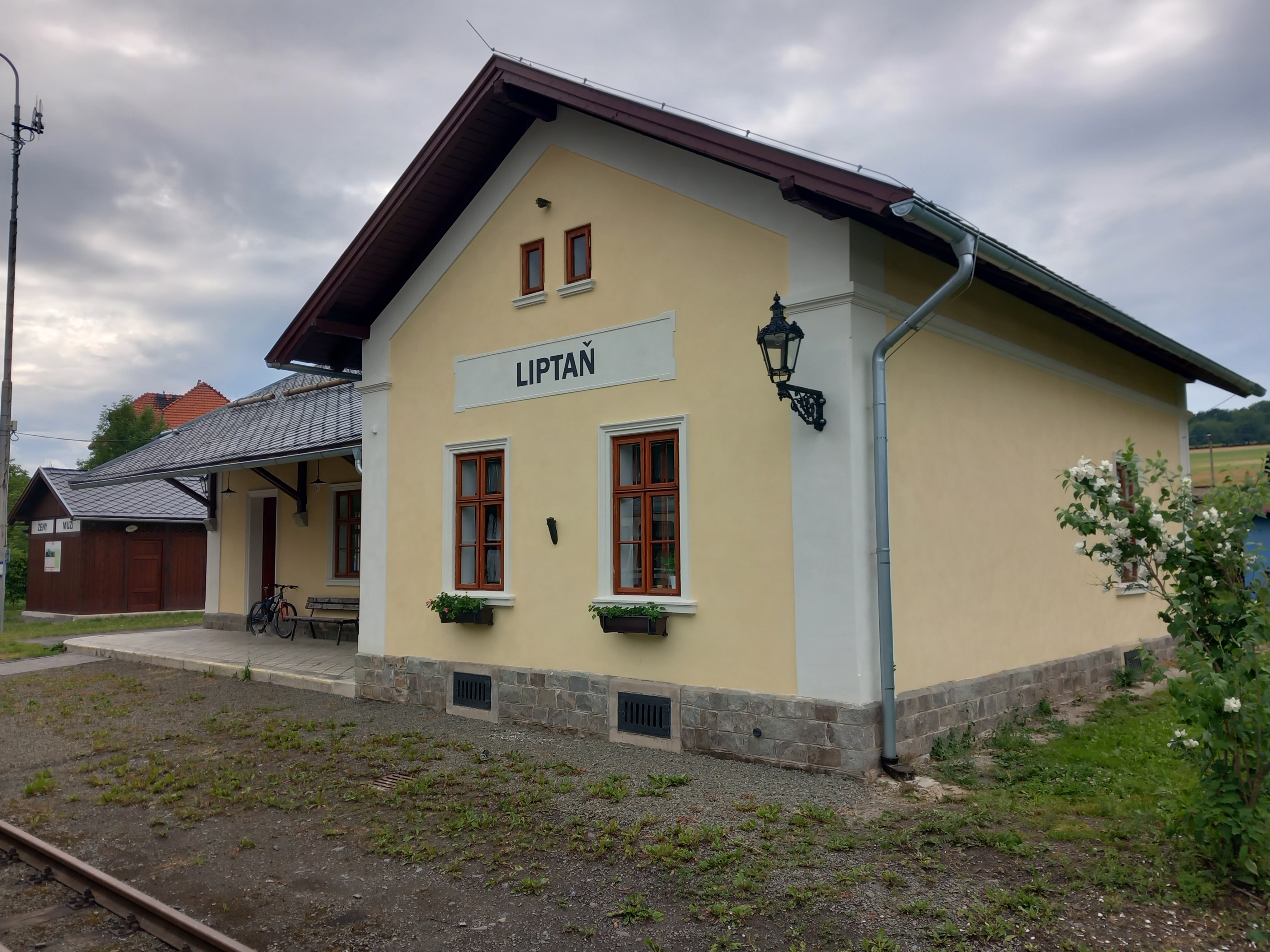
Liptaň
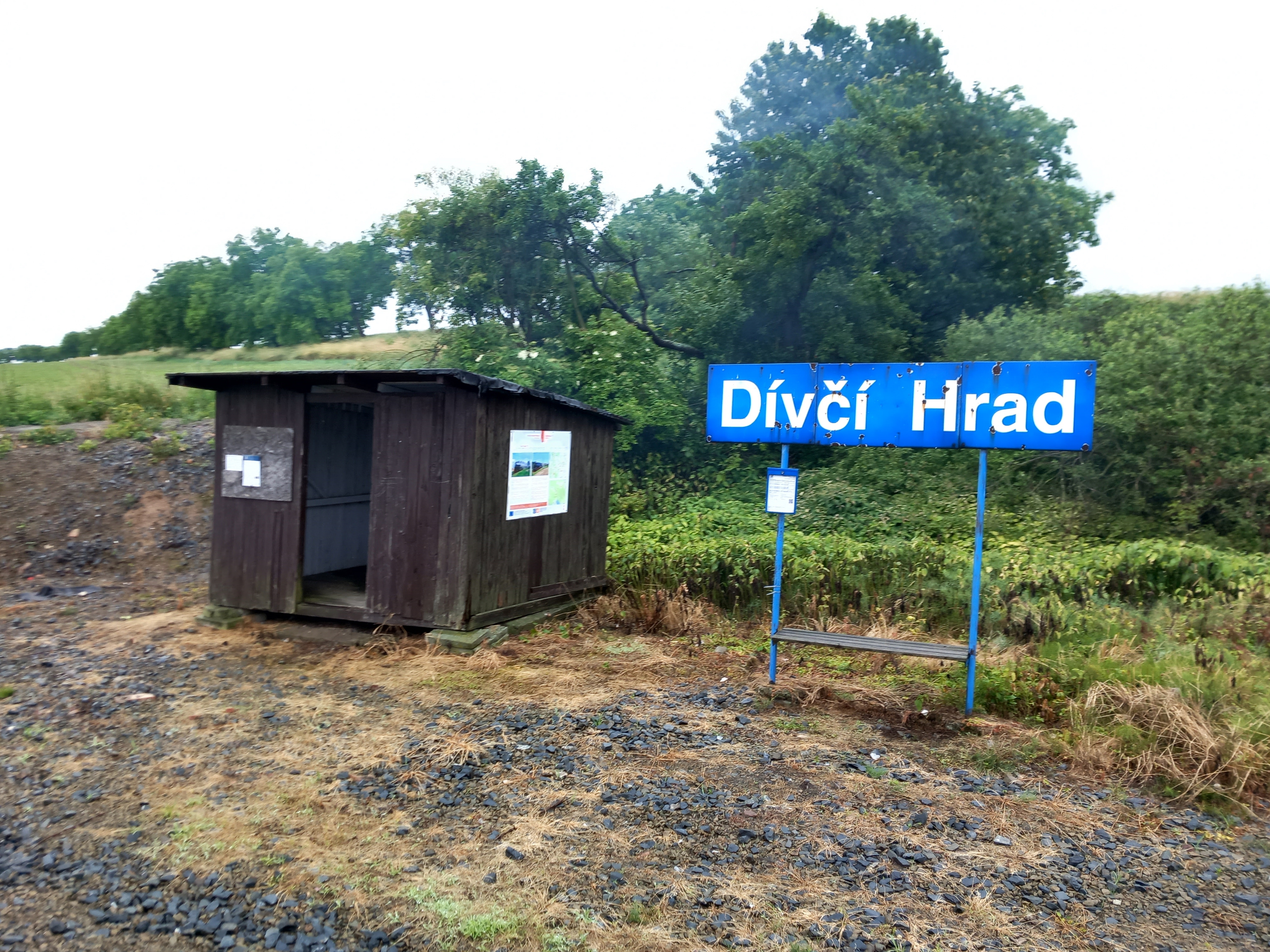
Dívčí Hrad
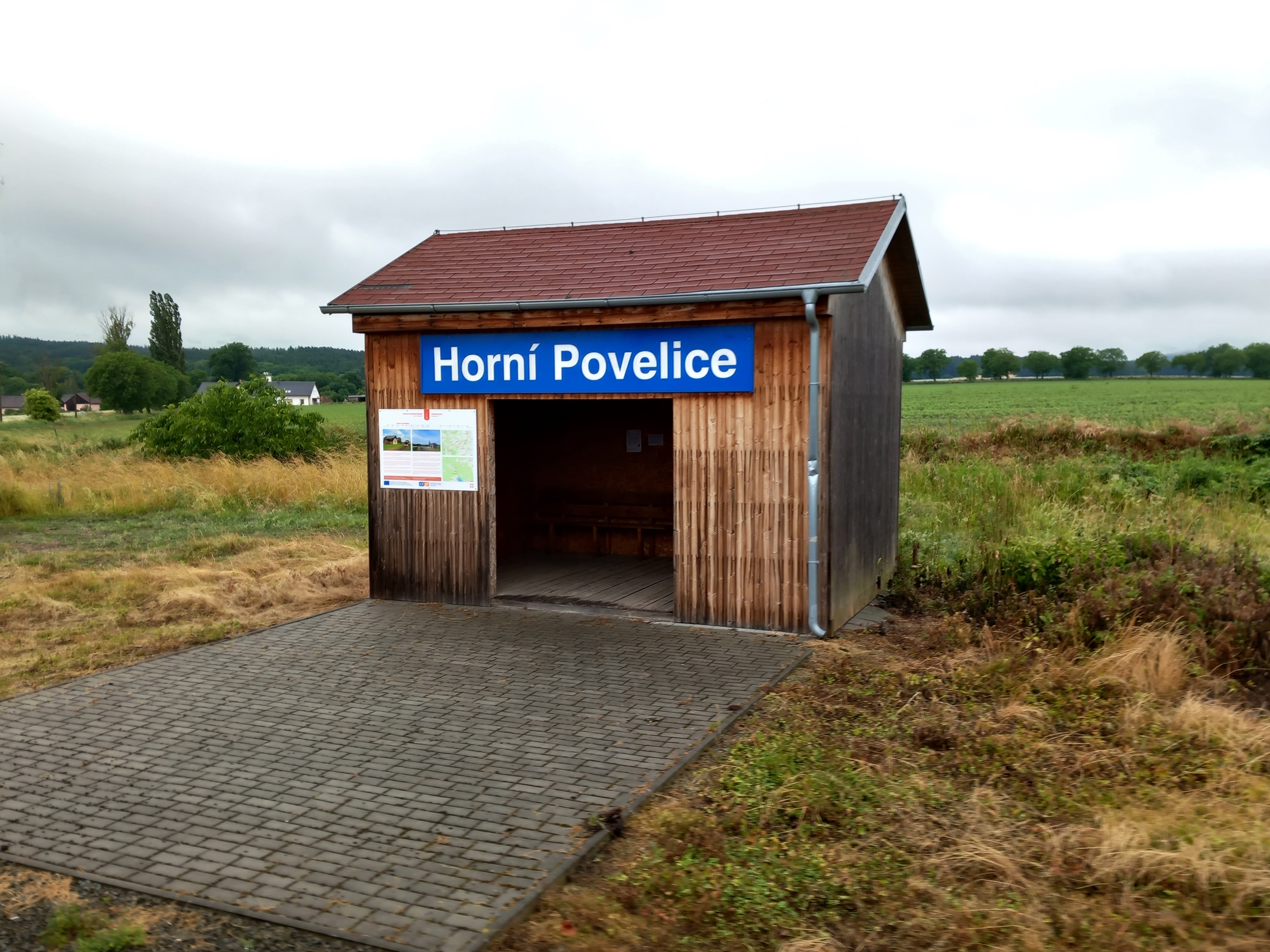
Horní Povelice
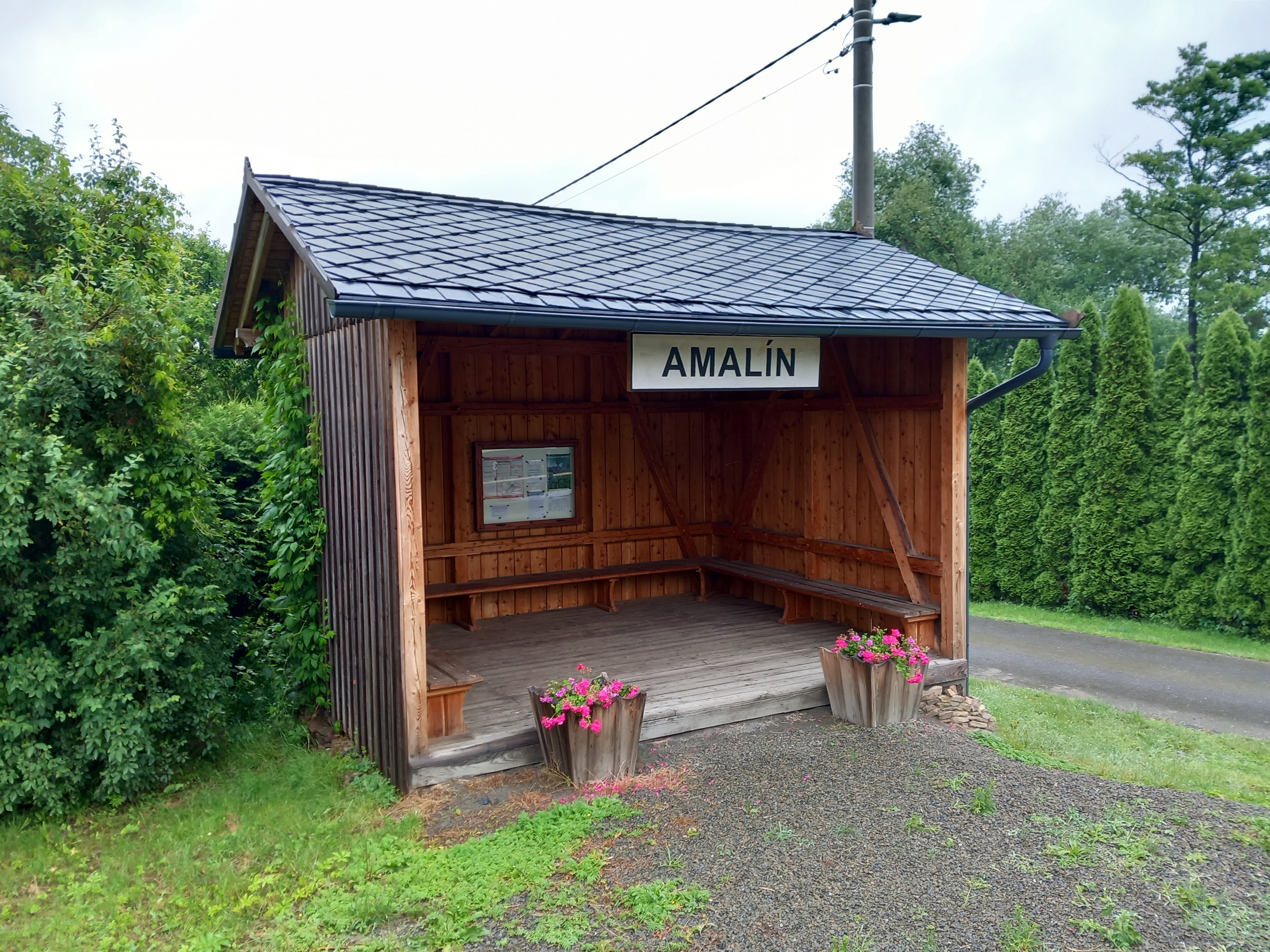
Amalín
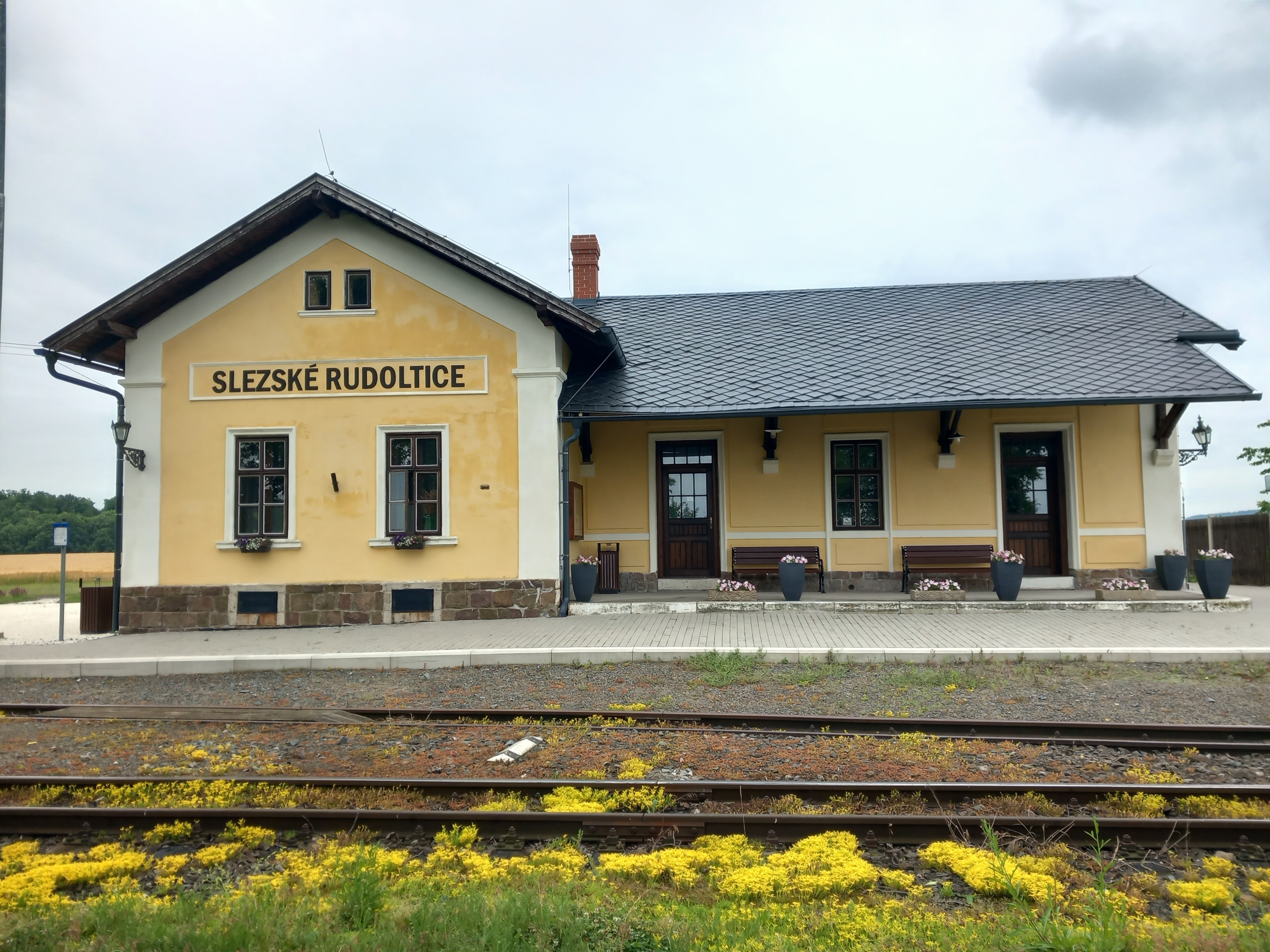
Slezské Rudoltice
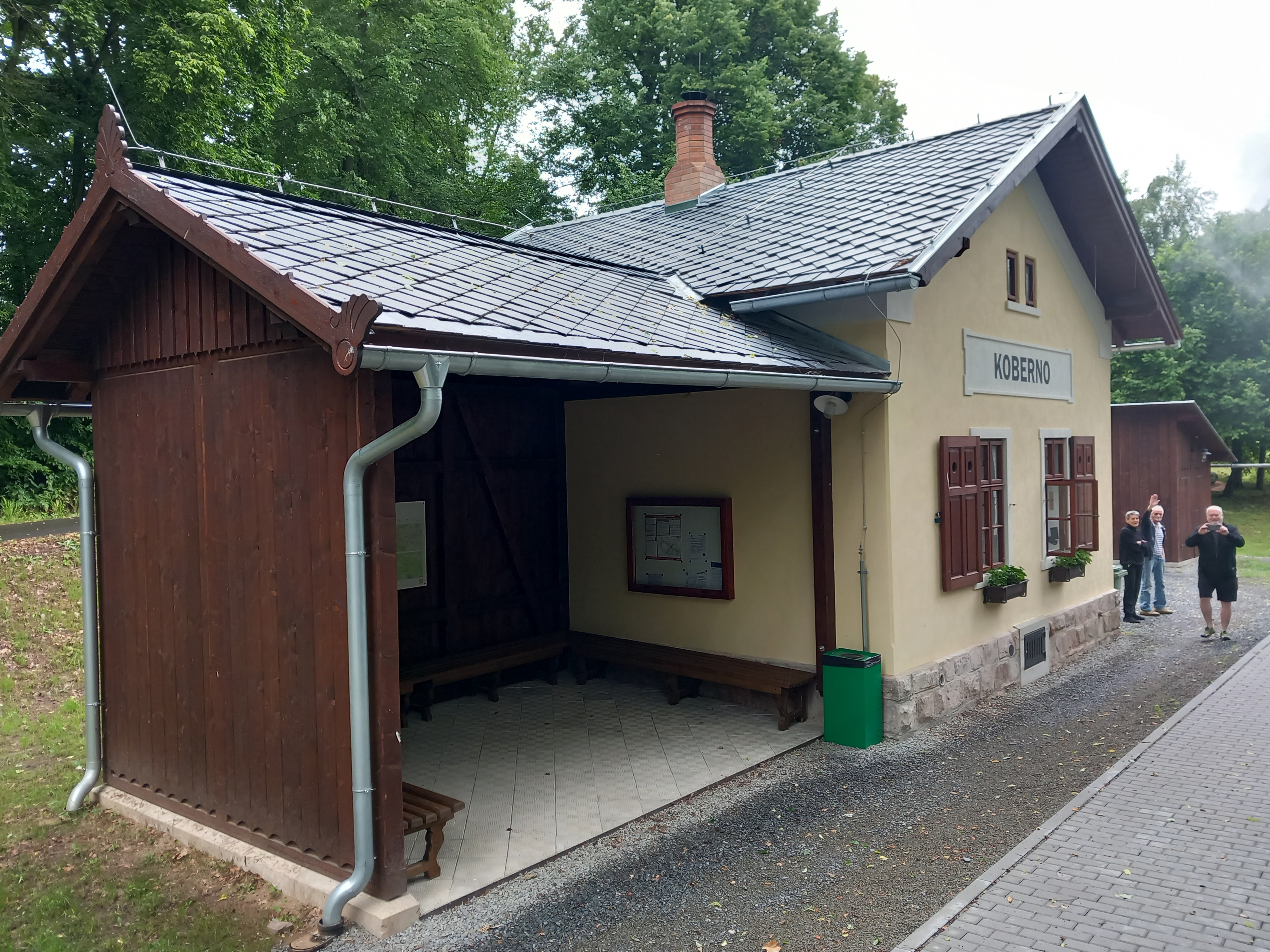
Koberno
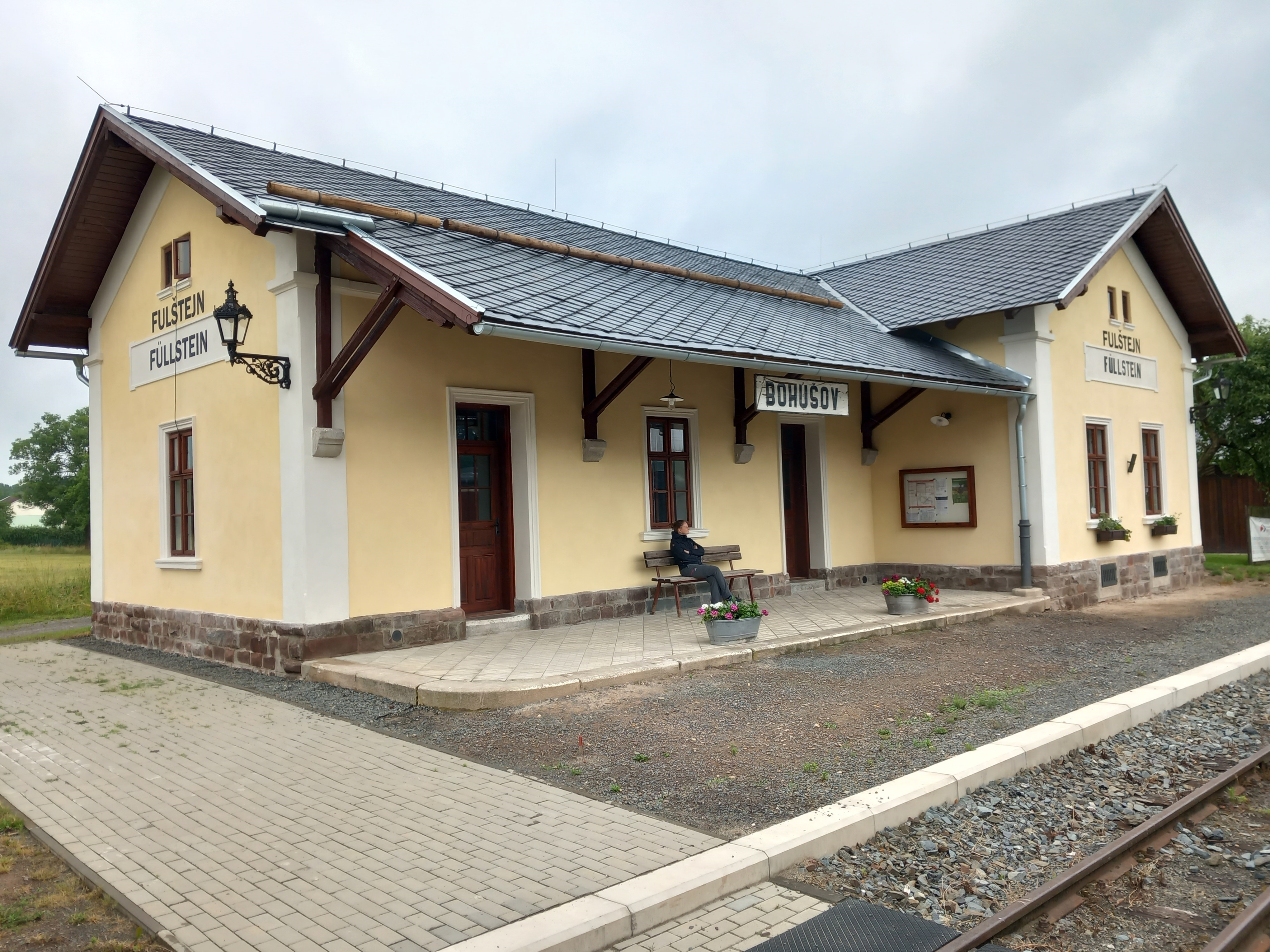
Bohušov
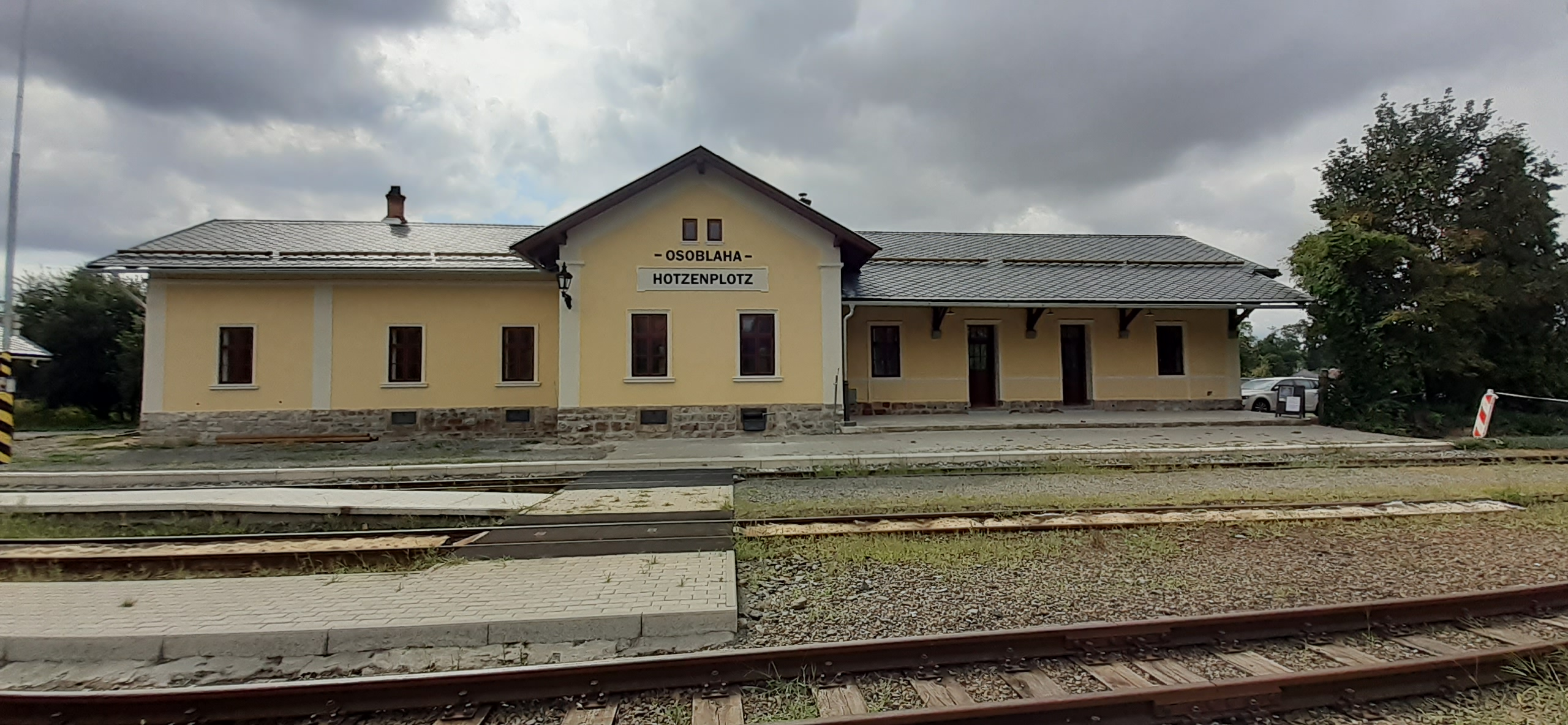
Osoblaha